# Amadou Sanogo
Amadou Haya Sanogo (sinh năm 1972 hoặc 1973) là một sĩ quan quân đội Mali, người lãnh đạo cuộc đảo chính Mali 2012 chống lại Tổng thống Amadou Toumani Touré. Ông tự xưng là lãnh đạo của Ủy ban Quốc gia về Phục hồi Dân chủ và Khôi phục Nhà nước (CNRDRE).
Sanogo cũng được cho là có liên quan đến vụ bắt giữ và từ chức quyền thủ tướng Cheick Modibo Diarra vào tháng 12 năm 2012, dẫn đến việc bổ nhiệm công chức Django Sissoko làm Thủ tướng. Theo Tổ chức Theo dõi Nhân quyền, lực lượng Sanogo, có liên quan đến các hành vi vi phạm nhân quyền nghiêm trọng bao gồm tra tấn, lạm dụng tình dục và đe dọa các nhà báo và thành viên gia đình của những người lính bị giam giữ.

## Lý lịch
Sanogo sinh trong gia đình sáu con của vợ chồng ông Mamadou Sanogo và vợ  Amadou Sanogo và được người thân gọi bằng biệt danh là "Bolly".
Sanogo đến từ Ségou, một trong những thành phố lớn nhất của Mali bên sông Niger. Sanogo đã phục vụ 22 năm trong quân đội. Trước cuộc đảo chính, Sanogo đã giữ một vị trí quân đội cấp trung. Một người tham gia chương trình Giáo dục và Huấn luyện Quân sự Quốc tế, ông được đào tạo "tại các chương trình huấn luyện ở Hoa Kỳ, ở Georgia và tại căn cứ của Thủy quân lục chiến ở Quantico, Virginia", nhưng các giảng viên người Mỹ của anh "không bao giờ đánh dấu anh ấy là tài liệu lãnh đạo trong tương lai ". Ông cũng học tiếng Anh tại căn cứ không quân Lackland ở Texas. 

## CRNDRE
Những hành động đầu tiên của ông với tư cách là 'nguyên thủ quốc tế' bao gồm đình chỉ hiến pháp và các hoạt động của một số tổ chức, cũng như tuyên bố lệnh giới nghiêm và đóng cửa biên giới. Mặc dù lý do của cuộc đảo chính là Amadou Toumani Touré bị cáo buộc là quản lý sai lầm của cuộc nổi dậy Tuareg, quân đội Malian đã mất quyền kiểm soát thủ đô khu vực của Kidal, Gao và Timbuktu trong vòng mười ngày kể từ chức vụ giả định của Sanogo, dẫn đầu Reuters để mô tả cuộc đảo chính là "một Phản lưới nhà ngoạn mục". Ngày 4 tháng 4, The New York Times báo cáo rằng ông ta đang cố gắng làm chệch hướng sự chú ý từ cuộc đảo chính sang các cuộc đấu tranh ở miền bắc, nói với một phóng viên, "Chúng ta nên quên đi một chút Ủy ban, Quốc hội, Hiến pháp - có thể chờ đợi. Chủ đề nghiêm túc, đó là miền bắc. điều quan trọng nhất."
Sau các lệnh trừng phạt kinh tế và sự phong tỏa của Cộng đồng kinh tế các quốc gia Tây Phi (ECOWAS) đối với đất nước, một thỏa thuận, được môi giới tại Burkina Faso do Tổng thống Blaise Compaoré làm trung gian dưới sự bảo trợ của ECOWAS, người sẽ đảm nhận chức tổng thống trong một khả năng tạm thời cho đến khi một cuộc bầu cử có thể được tổ chức.
Sau khi Tổng thống lâm thời mới Dioncounda Traoré và Thủ tướng Cheick Modibo Diarra nhậm chức, chính quyền do Sanogo lãnh đạo đã nói rõ rằng họ chỉ bước sang một bên tạm thời và chính quyền sẽ giữ vai trò giám sát cho đến cuộc bầu cử. ECOWAS đã cho chính phủ lâm thời một năm để tổ chức bầu cử.
Vào ngày 24 tháng 11 năm 2012, Sanogo đã cùng với các nhà lãnh đạo tôn giáo Malian phát biểu tại một cuộc biểu tình của Bamako chống lại chủ nghĩa cực đoan tôn giáo.
Vào ngày 11 tháng 12 năm 2012, Thủ tướng Modibo Diarra đã bị chính quyền của Sanogo bắt giữ và buộc phải từ chức. Động thái này, bị ECOWAS lên án, đã được tiếp nối cùng ngày bởi việc bổ nhiệm Django Sissoko làm Thủ tướng.

## Bị bắt giữ
Sau cuộc bầu cử Ibrahim Boubacar Keita làm Chủ tịch, Sanogo được thăng cấp tướng bốn sao vào ngày 14 tháng 8 năm 2013; người ta tin rằng hành động này là một phần trong nỗ lực thuyết phục Sanogo nghỉ hưu, cho phép anh ta làm điều đó với nhân phẩm. Ngay trước khi Keita tuyên thệ nhậm chức Tổng thống, Sanogo đã bị miễn nhiệm chức vụ trưởng ban cải cách quân đội vào ngày 28 tháng 8 năm 2013.
Vào ngày 27 tháng 11 năm 2013, Sanogo đã bị bắt và bị buộc tội đồng lõa trong vụ bắt cóc và mất tích của các đối thủ trong quân đội Malian. Ông vẫn bị giam giữ trong khi chờ xét xử.